# گاکوجی اوتا
گاکوجی اوتا (انگلیسی: Gakuji Ota؛ زادهٔ ۲۶ دسامبر ۱۹۹۰) بازیکن فوتبال اهل ژاپن است.